# 纽顿 (足球运动员)
纽顿（1990年3月14日—），全名纽顿·塞尔吉奥·皮寇利（Neuton Sérgio Piccoli），是一名巴西足球运动员，现效力于意大利足球甲级联赛球队乌迪内斯。

## 俱乐部生涯
2008年，纽顿加入巴西老牌劲旅格雷米奥一线队。 2010年4月25日，他在格雷米奥2比0击败国际的比赛出场，上演职业生涯首秀。
2011年7月28日，纽顿和意大利足球甲级联赛球队乌迪内斯签约五年。 他在2011/12赛季欧冠附加赛乌迪内斯0比1不敌阿森纳的比赛登场，首次代表乌迪内斯亮相。 纽顿的意甲首秀发生在2011年9月11日，他在和莱切的比赛最后替补出场五分钟。由于思乡病的缘故，他在乌迪内斯的第一个赛季表现平平，大部分时间都是坐在替补席中，仅有4次联赛出场机会。
2012年8月31日，纽顿被租借到英冠球队沃特福德。 9月15日，他首次代表沃特福德出场，但最终球队1比2不敌博尔顿。 但他依然没有发挥出期望的水平，在2012/13赛季仅获得8次联赛出场。